# 6860 Sims
6860 Sims (1991 CS1) là một tiểu hành tinh vành đai chính được phát hiện ngày 11 tháng 2 năm 1991 bởi S. Otomo và O. Muramatsu ở Kiyosato.